# Grup Ecologista i Social
El Grup Ecologista i Social (en francès Groupe Écologiste et Social; EcoS) és un grup parlamentari de l'Assemblea Nacional francesa, impulsat pels Ecologistes i d'altres partits progressistes minoritaris.

## Història
El grup es va formar inicialment amb 18 diputats el 20 de juny de 2012 com a Grup Ecologista (ÉCOLO). Tanmateix, a finals de la legislatura perdrien diversos membres fruit de les desavinences entorn el posicionament que havien d'adoptar davant el llavors govern socialista. Entre febrer i març de 2016 marxen del grup 8 membres, provocant la dissolució automàtica d'ÉCOLO al no arribar al mínim suficient de 15 diputats.
Posteriorment, a les eleccions de 2017 la majoria de membres no van ser reelegits, el que va suposar la pèrdua del grup, substituït de facto per Ecologia Democràcia Solidaritat, grup de curta durada impulsat fonamentalment per diputats ecologistes del Grup Junts per la República. A les eleccions de 2022 es tornaria a formar el grup amb 23 diputats.
Després de les eleccions legislatives de 2024, el grup, anomenat Grup Ecologista i Social, està compost per 25 diputats dels Ecologistes, 6 de Génération.s, 4 de L'Après, 1 de Génération écologie, 1 de Picardie debout! i 1 de Territoires44.

## Composició

### Composició actual
| Circumscripció                  | Circumscripció | Nom | Nom                   | Partit | Partit |
| ------------------------------- | -------------- | --- | --------------------- | ------ | ------ |
| Bouches-du-Rhône                | 5a             |     | Hendrik Davi          |        | L'AP   |
| Charente-Maritime               | 2a             |     | Benoît Biteau         |        | LÉ     |
| Côte d'Or                       | 2a             |     | Catherine Hervieu     |        | LÉ     |
| Dordogne                        | 4a             |     | Sébastien Peytavie    |        | G·s    |
| Doubs                           | 2a             |     | Dominique Voynet      |        | LÉ     |
| Drôme                           | 3a             |     | Marie Pochon          |        | LÉ     |
| Haute-Garonne                   | 9a             |     | Christine Arrighi     |        | LÉ     |
| Gironde                         | 2a             |     | Nicolas Thierry       |        | LÉ     |
| Hérault                         | 1a             |     | Jean-Louis Roumégas   |        | LÉ     |
| Ille-et-Vilaine                 | 2a             |     | Tristan Lahais        |        | G.s    |
| Indre-et-Loire                  | 1a             |     | Charles Fournier      |        | LÉ     |
| Isère                           | 2a             |     | Cyrielle Chatelain    |        | LÉ     |
| Isère                           | 5a             |     | Jérémie Iordanoff     |        | LÉ     |
| Loire-Atlantique                | 4a             |     | Julie Laernoes        |        | LÉ     |
| Loire-Atlantique                | 6a             |     | Jean-Claude Raux      |        | T44    |
| Loiret                          | 2a             |     | Emmanuel Duplessy     |        | G.s    |
| Morbihan                        | 5a             |     | Damien Girard         |        | LÉ     |
| Puy-de-Dôme                     | 3a             |     | Nicolas Bonnet        |        | LÉ     |
| Bas-Rhin                        | 1a             |     | Sandra Regol          |        | LÉ     |
| Rhône                           | 2a             |     | Boris Tavernier       |        | LÉ     |
| Rhône                           | 3a             |     | Marie-Charlotte Garin |        | LÉ     |
| Paris                           | 3a             |     | Léa Balage El Mariky  |        | LÉ     |
| Paris                           | 5a             |     | Pouria Amirshahi      |        | LÉ     |
| Paris                           | 8a             |     | Éva Sas               |        | LÉ     |
| Paris                           | 9a             |     | Sandrine Rousseau     |        | LÉ     |
| Paris                           | 15a            |     | Danielle Simonnet     |        | l'AP   |
| Seine-et-Marne                  | 8a             |     | Arnaud Bonnet         |        | LÉ     |
| Yvelines                        | 8a             |     | Benjamin Lucas        |        | G·s    |
| Deux-Sèvres                     | 2a             |     | Delphine Batho        |        | GÉ     |
| Somme                           | 1a             |     | François Ruffin       |        | PD!    |
| Vienne                          | 1a             |     | Lisa Belluco          |        | LÉ     |
| Essonne                         | 3a             |     | Steevy Gustave        |        | LÉ     |
| Essonne                         | 9a             |     | Julie Ozenne          |        | LÉ     |
| Hauts-de-Seine                  | 4a             |     | Sabrina Sebaihi       |        | LÉ     |
| Seine-Saint-Denis               | 7a             |     | Alexis Corbière       |        | L'AP   |
| Seine-Saint-Denis               | 11a            |     | Clémentine Autain     |        | L'AP   |
| Val-de-Marne                    | 11a            |     | Sophie Taillé-Polian  |        | G·s    |
| Français établis hors de France | 9a             |     | Karim Ben Cheïkh      |        | G·s    |

### Composició històrica
| Any  | Nom                 | Abr.  | Membres | Afiliats | Total    | +/- | %      |
| ---- | ------------------- | ----- | ------- | -------- | -------- | --- | ------ |
| 2012 | Ecologista          | ÉCOLO | 18      | 0        | 18 / 577 | 18  | 3,12 % |
| 2017 | —                   | —     | 0       | 0        | 0 / 577  | 18  | 0,00 % |
| 2022 | Ecologista – NUPES  | ÉCO   | 23      | 0        | 23 / 577 | 23  | 3,99 % |
| 2024 | Ecologista i Social | EcoS  | 38      | 0        | 38 / 577 | 15  | 6,59 % |